# Temporada 2022 de IndyCar Series
La temporada 2022 de IndyCar Series fue la 27.ª temporada de dicha competición y la 111.ª temporada oficial de campeonatos de monoplazas de Estados Unidos. El evento estelar fueron las 500 Millas de Indianápolis.
Will Power logró su segundo título de IndyCar.

## Equipos y pilotos
| Equipo                                                          | Motor     | N.º | Pilotos             | Estado | Carreras        |
| --------------------------------------------------------------- | --------- | --- | ------------------- | ------ | --------------- |
| A. J. Foyt Enterprises                                          | Chevrolet | 4   | Dalton Kellett      |        | Todas           |
| A. J. Foyt Enterprises                                          | Chevrolet | 11  | Tatiana Calderón    | R      | 1, 3-5, 7-9     |
| A. J. Foyt Enterprises                                          | Chevrolet | 11  | J. R. Hildebrand    |        | 2, 6            |
| A. J. Foyt Enterprises                                          | Chevrolet | 14  | Kyle Kirkwood       | R      | Todas           |
| Andretti Autosport with Curb-Agajanian                          | Honda     | 26  | Colton Herta        |        | Todas           |
| Andretti Autosport                                              | Honda     | 27  | Alexander Rossi     |        | Todas           |
| Andretti Autosport                                              | Honda     | 28  | Romain Grosjean     |        | Todas           |
| Andretti Steinbrenner Autosport                                 | Honda     | 29  | Devlin DeFrancesco  | R      | Todas           |
| Andretti Herta Autosport with Marco Andretti and Curb-Agajanian | Honda     | 98  | Marco Andretti      |        | 6               |
| Arrow McLaren SP                                                | Chevrolet | 5   | Patricio O'Ward     |        | Todas           |
| Arrow McLaren SP                                                | Chevrolet | 6   | Juan Pablo Montoya  |        | 5-6             |
| Arrow McLaren SP                                                | Chevrolet | 7   | Felix Rosenqvist    |        | Todas           |
| Chip Ganassi Racing                                             | Honda     | 1   | Tony Kanaan         |        | 6               |
| Chip Ganassi Racing                                             | Honda     | 8   | Marcus Ericsson     |        | Todas           |
| Chip Ganassi Racing                                             | Honda     | 9   | Scott Dixon         |        | Todas           |
| Chip Ganassi Racing                                             | Honda     | 10  | Álex Palou          |        | Todas           |
| Chip Ganassi Racing                                             | Honda     | 48  | Jimmie Johnson      |        | Todas           |
| Dale Coyne Racing with HMD Motorsports                          | Honda     | 18  | David Malukas       | R      | Todas           |
| Dale Coyne Racing with Rick Ware Racing                         | Honda     | 51  | Takuma Satō         |        | Todas           |
| DragonSpeed/Cusick Motorsports                                  | Chevrolet | 25  | Stefan Wilson       |        | 6               |
| Dreyer & Reinbold Racing                                        | Chevrolet | 23  | Santino Ferrucci    |        | 6               |
| Dreyer & Reinbold Racing                                        | Chevrolet | 24  | Sage Karam          |        | 6               |
| Ed Carpenter Racing                                             | Chevrolet | 20  | Conor Daly          |        | Todas           |
| Ed Carpenter Racing                                             | Chevrolet | 21  | Rinus VeeKay        |        | Todas           |
| Ed Carpenter Racing                                             | Chevrolet | 33  | Ed Carpenter        |        | 2, 6, 11-12, 15 |
| Juncos Hollinger Racing                                         | Chevrolet | 77  | Callum Ilott        | R      | 1-6, 8-17       |
| Juncos Hollinger Racing                                         | Chevrolet | 77  | Santino Ferrucci    |        | 7               |
| Meyer Shank Racing                                              | Honda     | 06  | Hélio Castroneves   |        | Todas           |
| Meyer Shank Racing                                              | Honda     | 60  | Simon Pagenaud      |        | Todas           |
| Paretta Autosport                                               | Chevrolet | 16  | Simona de Silvestro |        | 8-9, 14, 17     |
| Rahal Letterman Lanigan Racing                                  | Honda     | 15  | Graham Rahal        |        | Todas           |
| Rahal Letterman Lanigan Racing                                  | Honda     | 30  | Christian Lundgaard | R      | Todas           |
| Rahal Letterman Lanigan Racing                                  | Honda     | 45  | Jack Harvey         |        | Todas           |
| Rahal Letterman Lanigan Racing                                  | Honda     | 45  | Santino Ferrucci    |        | 2               |
| Team Penske                                                     | Chevrolet | 2   | Josef Newgarden     |        | Todas           |
| Team Penske                                                     | Chevrolet | 3   | Scott McLaughlin    |        | Todas           |
| Team Penske                                                     | Chevrolet | 12  | Will Power          |        | Todas           |

| Icono | Leyenda                   |
| ----- | ------------------------- |
| R     | Elegible a Novato del año |

## Calendario
El calendario completo fue publicado el 19 de septiembre de 2021.
| Rd. | Fecha            | Nombre oficial                                   | Circuito                                   | Ciudad                   |
| --- | ---------------- | ------------------------------------------------ | ------------------------------------------ | ------------------------ |
| 1   | 27 de febrero    | Firestone Grand Prix of St. Petersburg           | R Circuito callejero de San Petersburgo    | San Petersburgo, Florida |
| 2   | 20 de marzo      | XPEL 375                                         | O Texas Motor Speedway                     | Fort Worth, Texas        |
| 3   | 10 de abril      | Acura Grand Prix of Long Beach                   | R Circuito callejero de Long Beach         | Long Beach, California   |
| 4   | 1 de mayo        | Honda Indy Grand Prix of Alabama                 | R Barber Motorsports Park                  | Birmingham, Alabama      |
| 5   | 14 de mayo       | GMR Grand Prix                                   | R Indianapolis Motor Speedway Road Course  | Speedway, Indiana        |
| 6   | 29 de mayo       | 106th Running of the Indianapolis 500            | O Indianapolis Motor Speedway              | Speedway, Indiana        |
| 7   | 5 de junio       | Chevrolet Detroit Grand Prix                     | R Circuito de Belle Isle                   | Detroit, Míchigan        |
| 8   | 12 de junio      | Sonsio Grand Prix at Road America                | R Road America                             | Elkhart Lake, Wisconsin  |
| 9   | 3 de julio       | Honda Indy 200 at Mid-Ohio                       | R Mid-Ohio Sports Car Course               | Lexington, Ohio          |
| 10  | 17 de julio      | Honda Indy Toronto                               | R Circuito callejero de Toronto            | Toronto, Ontario         |
| 11  | 23 de julio      | Hy-VeeDeals.com 250 presented by DoorDash        | O Iowa Speedway                            | Newton, Iowa             |
| 12  | 24 de julio      | Hy-Vee Salute to Farmers 300 presented by Google | O Iowa Speedway                            | Newton, Iowa             |
| 13  | 30 de julio      | Gallagher Grand Prix                             | R Indianapolis Motor Speedway Road Course  | Speedway, Indiana        |
| 14  | 7 de agosto      | Big Machine Music City Grand Prix                | R Circuito callejero de Nashville          | Nashville, Tennessee     |
| 15  | 20 de agosto     | Bommarito Automotive Group 500                   | O World Wide Technology Raceway at Gateway | Madison, Illinois        |
| 16  | 4 de septiembre  | Grand Prix of Portland                           | R Portland International Raceway           | Portland, Oregón         |
| 17  | 11 de septiembre | Firestone Grand Prix of Monterey                 | R WeatherTech Raceway Laguna Seca          | Monterrey, California    |

| Icono | Leyenda                       |
| ----- | ----------------------------- |
| R     | Circuitos mixtos y callejeros |
| O     | Óvalos                        |

## Resultados
| Ronda | Circuito         | Pole Position    | Vuelta rápida    | Más vueltas lideradas | Ganador          | Ganador                              | Ganador   |
| Ronda | Circuito         | Pole Position    | Vuelta rápida    | Más vueltas lideradas | Piloto           | Equipo                               | Motor     |
| ----- | ---------------- | ---------------- | ---------------- | --------------------- | ---------------- | ------------------------------------ | --------- |
| 1     | San Petersburgo  | Scott McLaughlin | Conor Daly       | Scott McLaughlin      | Scott McLaughlin | Team Penske                          | Chevrolet |
| 2     | Texas            | Felix Rosenqvist | Patricio O'Ward  | Scott McLaughlin      | Josef Newgarden  | Team Penske                          | Chevrolet |
| 3     | Long Beach       | Colton Herta     | Álex Palou       | Josef Newgarden       | Josef Newgarden  | Team Penske                          | Chevrolet |
| 4     | Birmingham       | Rinus VeeKay     | Álex Palou       | Rinus VeeKay          | Patricio O'Ward  | Arrow McLaren SP                     | Chevrolet |
| 5     | IMS GMR GP       | Will Power       | Colton Herta     | Colton Herta          | Colton Herta     | Andretti Autosport w/ Curb-Agajanian | Honda     |
| 6     | Indianapolis 500 | Scott Dixon      | Marcus Ericsson  | Scott Dixon           | Marcus Ericsson  | Chip Ganassi Racing                  | Honda     |
| 7     | Detroit          | Josef Newgarden  | David Malukas    | Will Power            | Will Power       | Team Penske                          | Chevrolet |
| 8     | Road America     | Alexander Rossi  | Josef Newgarden  | Josef Newgarden       | Josef Newgarden  | Team Penske                          | Chevrolet |
| 9     | Mid-Ohio         | Patricio O'Ward  | Álex Palou       | Scott McLaughlin      | Scott McLaughlin | Team Penske                          | Chevrolet |
| 10    | Toronto          | Colton Herta     | David Malukas    | Scott Dixon           | Scott Dixon      | Chip Ganassi Racing                  | Honda     |
| 11    | Iowa 1           | Will Power       | Will Power       | Josef Newgarden       | Josef Newgarden  | Team Penske                          | Chevrolet |
| 12    | Iowa 2           | Will Power       | Will Power       | Josef Newgarden       | Patricio O'Ward  | Arrow McLaren SP                     | Chevrolet |
| 13    | Gallagher GP     | Felix Rosenqvist | Simon Pagenaud   | Alexander Rossi       | Alexander Rossi  | Andretti Autosport                   | Honda     |
| 14    | Nashville        | Scott McLaughlin | Scott McLaughlin | Álex Palou            | Scott Dixon      | Chip Ganassi Racing                  | Honda     |
| 15    | Gateway          | Will Power       | Josef Newgarden  | Will Power            | Josef Newgarden  | Team Penske                          | Chevrolet |
| 16    | Portland         | Scott McLaughlin | Josef Newgarden  | Scott McLaughlin      | Scott McLaughlin | Team Penske                          | Chevrolet |
| 17    | Laguna Seca      | Will Power       | Pato O'Ward      | Álex Palou            | Álex Palou       | Chip Ganassi Racing                  | Honda     |

## Clasificaciones

### Puntuaciones
- Si un piloto lidera al menos una vuelta se le otorga un punto. Quien más vueltas lidere, suma otros dos.
- La pole position otorga un punto.

#### Resto de carreras
| Posición | Puntos | Posición | Puntos | Posición | Puntos | Posición | Puntos |
| -------- | ------ | -------- | ------ | -------- | ------ | -------- | ------ |
| 1.º      | 50     | 11.º     | 19     | 21.º     | 9      | 31.º     | 5      |
| 2.º      | 40     | 12.º     | 18     | 22.º     | 8      | 32.º     | 5      |
| 3.º      | 35     | 13.º     | 17     | 23.º     | 7      | 33.º     | 5      |
| 4.º      | 32     | 14.º     | 16     | 24.º     | 6      |          |        |
| 5.º      | 30     | 15.º     | 15     | 25.º     | 5      |          |        |
| 6.º      | 28     | 16.º     | 14     | 26.º     | 5      |          |        |
| 7.º      | 26     | 17.º     | 13     | 27.º     | 5      |          |        |
| 8.º      | 24     | 18.º     | 12     | 28.º     | 5      |          |        |
| 9.º      | 22     | 19.º     | 11     | 29.º     | 5      |          |        |
| 10.º     | 20     | 20.º     | 10     | 30.º     | 5      |          |        |

#### 500 Millas de Indianápolis
| Posición | Puntos | Posición | Puntos | Posición | Puntos | Posición | Puntos |
| -------- | ------ | -------- | ------ | -------- | ------ | -------- | ------ |
| 1.º      | 100    | 11.º     | 38     | 21.º     | 18     | 31.º     | 10     |
| 2.º      | 80     | 12.º     | 36     | 22.º     | 16     | 32.º     | 10     |
| 3.º      | 70     | 13.º     | 34     | 23.º     | 14     | 33.º     | 10     |
| 4.º      | 64     | 14.º     | 32     | 24.º     | 12     |          |        |
| 5.º      | 60     | 15.º     | 30     | 25.º     | 10     |          |        |
| 6.º      | 56     | 16.º     | 28     | 26.º     | 10     |          |        |
| 7.º      | 52     | 17.º     | 26     | 27.º     | 10     |          |        |
| 8.º      | 48     | 18.º     | 24     | 28.º     | 10     |          |        |
| 9.º      | 44     | 19.º     | 22     | 29.º     | 10     |          |        |
| 10.º     | 40     | 20.º     | 20     | 30.º     | 10     |          |        |

##### Clasificación Indy 500
| Posición | 1.º | 2.º | 3.º | 4.º | 5.º | 6.º | 7.º | 8.º | 9.º | 10.º | 11.º | 12.º |
| Puntos   | 12  | 11  | 10  | 9   | 8   | 7   | 6   | 5   | 4   | 3    | 2    | 1    |

- Los desempates se decidirán por números de victorias, seguido por cantidad de segundos puestos, terceros, etc.; luego por posición de llegada en la carrera anterior; luego por sorteo aleatorio.

### Campeonato de Pilotos
| Pos. | Piloto                 | STP | TXS | LBH | ALA | IMS | INDY  | DET | ROA | MDO | TOR | IOW | IOW  | IMS | NSH | GAT | POR | LAG | Puntos |
| ---- | ---------------------- | --- | --- | --- | --- | --- | ----- | --- | --- | --- | --- | --- | ---- | --- | --- | --- | --- | --- | ------ |
| 1    | Will Power             | 3L  | 4L  | 4L  | 4   | 3   | 1511  | 1L* | 19  | 3   | 15  | 3L  | 2L   | 3L  | 11  | 6L* | 2L  | 3L  | 560    |
| 2    | Josef Newgarden        | 16  | 1L  | 1L* | 14L | 25  | 13    | 4L  | 1L* | 7   | 10  | 1L* | 24L* | 5   | 6L  | 1L  | 8   | 2L  | 544    |
| 3    | Scott Dixon            | 8L  | 5   | 6   | 5   | 10  | 211L* | 3L  | 9   | 5   | 1L* | 5   | 4    | 8   | 1L  | 8   | 3   | 12  | 521    |
| 4    | Scott McLaughlin       | 1L* | 2L* | 14  | 6   | 20L | 29    | 19  | 7   | 1L* | 9   | 22  | 3    | 4L  | 2L  | 3L  | 1L* | 6   | 510    |
| 5    | Álex Palou             | 2L  | 7   | 3L  | 2L  | 18  | 92L   | 6L  | 27  | 2   | 6   | 6   | 13   | 10  | 3L* | 9   | 12  | 1L  | 510    |
| 6    | Marcus Ericsson        | 9   | 3L  | 22  | 12  | 4L  | 15L   | 7   | 2L  | 6   | 5   | 8   | 6    | 11  | 14  | 7L  | 11  | 9   | 506    |
| 7    | Patricio O'Ward        | 12  | 15  | 5   | 1L  | 19L | 27L   | 5   | 26  | 24L | 11L | 2   | 1L   | 12  | 24  | 4L  | 4   | 8   | 480    |
| 8    | Felix Rosenqvist       | 17  | 21  | 11  | 16  | 6L  | 48    | 10  | 6L  | 27  | 3L  | 26  | 7    | 9L  | 7   | 16L | 10  | 4L  | 393    |
| 9    | Alexander Rossi        | 20L | 27  | 8   | 9   | 11  | 5     | 2   | 3L  | 19  | 23  | 13  | 18   | 1*L | 4   | 25  | 7   | 10  | 381    |
| 10   | Colton Herta           | 4   | 12  | 23L | 10  | 1L* | 30    | 8   | 5   | 15L | 2L  | 24  | 12   | 24L | 5   | 11  | 6   | 11  | 381    |
| 11   | Graham Rahal           | 7   | 22  | 7   | 8   | 16  | 14    | 26  | 8   | 12  | 4L  | 9   | 14   | 7   | 23  | 10L | 5L  | 18  | 345    |
| 12   | Rinus VeeKay           | 6L  | 10L | 13  | 3L* | 23  | 333L  | 16  | 17  | 4   | 13L | 4   | 19   | 6   | 12  | 26  | 20  | 14  | 331    |
| 13   | Romain Grosjean        | 5   | 26  | 2   | 7   | 17  | 319   | 17  | 4L  | 21  | 16  | 7   | 9    | 16  | 16  | 13L | 19  | 7   | 328    |
| 14   | Christian Lundgaard RY | 11  | 19  | 18  | 15  | 9   | 18    | 14  | 10L | 11  | 8   | 10  | 26   | 2   | 8   | 19  | 21L | 5   | 323    |
| 15   | Simon Pagenaud         | 15  | 8   | 19  | 11  | 2   | 8     | 9   | 12  | 10  | 7   | 23  | 23   | 25  | 9   | 20  | 23  | 17  | 314    |
| 16   | David Malukas R        | 26  | 11L | 21  | 20  | 12  | 16    | 11  | 16  | 9   | 12  | 14  | 8L   | 13  | 20  | 2L  | 14  | 13  | 305    |
| 17   | Conor Daly             | 21  | 18  | 12  | 19  | 5   | 6L    | 12  | 14  | 13  | 20  | 19  | 16   | 17  | 17  | 23  | 25  | 24  | 267    |
| 18   | Hélio Castroneves      | 14  | 23L | 9   | 21  | 14  | 7     | 25  | 22  | 8   | 17  | 16  | 21   | 19  | 13  | 15  | 17  | 19  | 263    |
| 19   | Takuma Satō            | 10  | 20L | 17  | 13  | 7   | 2510  | 13  | 15L | 14  | 25  | 21  | 10L  | 15  | 21  | 5L  | 18  | 23  | 258    |
| 20   | Callum Ilott R         | 19  | 16L | 24  | 25  | 8   | 32    |     | 11  | 23  | 14  | 12  | 11   | 14  | 15  | 21  | 9L  | 26L | 219    |
| 21   | Jimmie Johnson         | 23  | 6   | 20  | 24  | 22  | 2812L | 22  | 24  | 16  | 21  | 11L | 5    | 22  | 18  | 14  | 24  | 16  | 214    |
| 22   | Jack Harvey            | 13  | Wth | 15  | 18  | 13  | 24    | 15  | 13  | 20  | 19  | 18  | 20   | 20  | 10  | 24  | 15  | 20  | 209    |
| 23   | Devlin DeFrancesco R   | 22  | 24  | 25L | 17  | 21  | 20    | 18  | 18  | 17  | 18  | 17  | 15   | 18  | 22  | 12  | 16  | 15  | 206    |
| 24   | Kyle Kirkwood R        | 18  | 25L | 10  | 22  | 26  | 17    | 24  | 20  | 26  | 22  | 15  | 25   | 23  | 19  | 17  | 13  | 21  | 183    |
| 25   | Dalton Kellett         | 25  | 17  | 26  | 23  | 27  | 27    | 20  | 23  | 22  | 24  | 20  | 22   | 21  | 25  | 18  | 22  | 25  | 133    |
| 26   | Tony Kanaan            |     |     |     |     |     | 36L   |     |     |     |     |     |      |     |     |     |     |     | 78     |
| 27   | Ed Carpenter           |     | 13L |     |     |     | 194   |     |     |     |     | 25  | 17   |     |     | 22  |     |     | 75     |
| 28   | Santino Ferrucci       |     | 9   |     |     |     | 10    | 21  |     |     |     |     |      |     |     |     |     |     | 71     |
| 29   | Tatiana Calderón R     | 24  |     | 16  | 26  | 15L |       | 23  | 25  | 25  |     |     |      |     |     |     |     |     | 58     |
| 30   | J. R. Hildebrand       |     | 14L |     |     |     | 12    |     |     |     |     |     |      |     |     |     |     |     | 53     |
| 31   | Juan Pablo Montoya     |     |     |     |     | 24  | 11    |     |     |     |     |     |      |     |     |     |     |     | 44     |
| 32   | Simona de Silvestro    |     |     |     |     |     |       |     | 21  | 18  |     |     |      |     | 26  |     |     | 22  | 34     |
| 33   | Marco Andretti         |     |     |     |     |     | 22L   |     |     |     |     |     |      |     |     |     |     |     | 17     |
| 34   | Sage Karam             |     |     |     |     |     | 23    |     |     |     |     |     |      |     |     |     |     |     | 14     |
| 35   | Stefan Wilson R        |     |     |     |     |     | 26    |     |     |     |     |     |      |     |     |     |     |     | 10     |
| Pos. | Piloto                 | STP | TXS | LBH | ALA | IMS | INDY  | DET | ROA | MDO | TOR | IOW | IOW  | IMS | NSH | GAT | POR | LAG | Puntos |

| Color   | Resultado                    |
| ------- | ---------------------------- |
| Oro     | Ganador                      |
| Plata   | 2.º lugar                    |
| Bronce  | 3.er lugar                   |
| Verde   | 4.º y 5.º lugar (top 5)      |
| Celeste | 6.º a 10.º lugar (top 10)    |
| Azul    | Finalizó (afuera del top 10) |
| Violeta | No terminó                   |
| Rojo    | DNQ - No se clasificó        |
| Marrón  | Wth - Retirado               |
| Negro   | DSQ - Descalificado          |
| Blanco  | DNS - No empezó              |
| Blanco  | C - Carrera cancelada        |

| Estado  | Resultado                                |
| ------- | ---------------------------------------- |
| Negrita | Pole position                            |
| Cursiva | Vuelta rápida                            |
| L       | Lideró al menos una vuelta de la carrera |
| *       | Quien lideró más vueltas en la carrera   |
| RY      | Novato del Año                           |
| R       | Novato                                   |

### Campeonato de Fabricantes
| Pos. | Fabricante | Puntos |
| ---- | ---------- | ------ |
| 1    | Chevrolet  | 1510   |
| 2    | Honda      | 1299   |